# K-535 Jurij Dolgorukij
Jurij Dolgorukij är en rysk atomdriven ubåt av Borej-klass. Den är uppkallad efter den ryske fursten Jurij Dolgorukij. Ubåten påbörjade sina första övningar i slutet av 2008  och blev officiell 2013.